# Goldie
Clifford Joseph Price, más conocido como Goldie (28 de diciembre de 1965, Wolverhampton), es un músico electrónico británico, disc jockey, artista visual y actor, de ascendencia jamaicana y escocesa. Como músico ha trabajado principalmente en sonido jungle. Su álbum Saturn Returnz es un referente del género. Tuvo una relación sentimental con la artista islandesa Björk.
Ha actuado en papeles secundarios en las películas The World Is Not Enough (1999) y Snatch (2000).